# Director de la Inteligencia Central

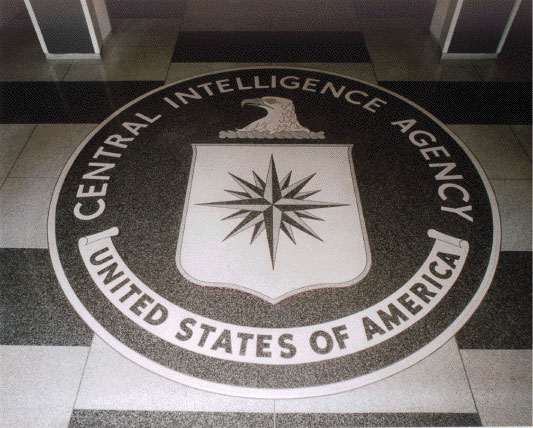
El sello de la CIA en el vestíbulo del edificio original de la sede

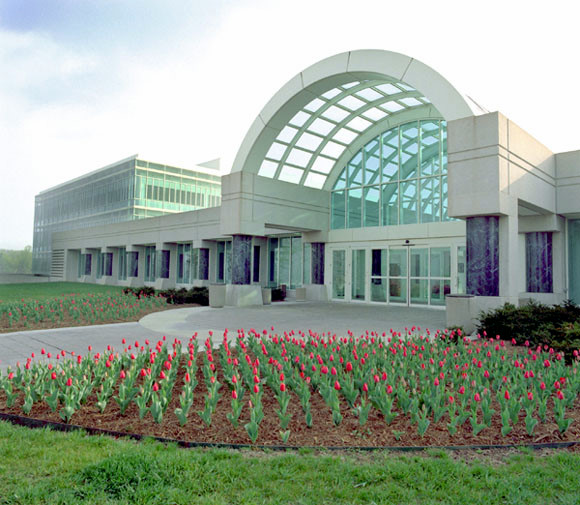
La entrada de la sede de la CIA.

El director de Inteligencia Central (en inglés, DCI) era la cabeza de la Agencia Central de Inteligencia estadounidense de 1946 a 2005, actuando como el principal asesor de inteligencia del presidente de los Estados Unidos y el Consejo de Seguridad Nacional de los Estados Unidos, así como el coordinador de actividades de inteligencia entre las diversas agencias de inteligencia estadounidenses (conocidas colectivamente como la Comunidad de Inteligencia desde 1981 en adelante).
La oficina existió desde enero de 1946 hasta el 21 de abril de 2005. Después de la Ley de Reforma de Inteligencia y Prevención del Terrorismo fue reemplazado por el director de Inteligencia Nacional (DNI) como jefe de la Comunidad de Inteligencia y el director de la Agencia Central de Inteligencia (D/CIA) como jefe de la CIA.

## Historia
El puesto de DCI fue establecido por el presidente Harry Truman el 23 de enero de 1946, siendo el almirante Sidney Souers el primer DCI, seguido por el general Hoyt Vandenberg, quien se desempeñó como DCI desde junio de 1946 hasta mayo de 1947. Luego, la DCI dirigió el Grupo Central de Inteligencia (CIG), un predecesor de la CIA. Por tanto, la oficina de DCI es anterior al establecimiento de la Agencia Central de Inteligencia. La CIA fue creada por la Ley de Seguridad Nacional de 1947, que definía formalmente las funciones del director de Inteligencia Central. Esta ley de 1947 también creó el Consejo de Seguridad Nacional.
Hasta el abril de 2005, a la DCI se le conocía coloquialmente como el «director de la CIA», a pesar de que era el jefe tanto de la CIA como de la Comunidad de Inteligencia en general. Después de los atentados del 11 de septiembre de 2001 en los Estados Unidos y la posterior investigación de la Comisión del 11 de septiembre, creció un movimiento para reorganizar la Comunidad de Inteligencia. Ese movimiento impulsó la aprobación de la Ley de Reforma de Inteligencia y Prevención del Terrorismo en diciembre de 2004, que dividió las funciones de la DCI entre dos nuevas oficinas. La Oficina del director de Inteligencia Nacional (DNI) serviría como jefe de la Comunidad de Inteligencia y asesoraría al NSC en asuntos de inteligencia. El director de la Agencia Central de Inteligencia actuaría como administrador en jefe de la CIA.
La reorganización entró en vigor el 21 de abril de 2005. El decimonoveno y último DCI, Porter J. Goss, se convirtió en el primer director de la CIA, mientras que John Negroponte se convirtió en el primer DNI.

## Lista de Directores de Inteligencia Central
Estado
     Denota a un DCI an acciones
| Director | Director                            | Tenencia                                         | Presidente(s) gobernantes |
| --- | ----------------------------------- | ------------------------------------------------ | ------------------------- |
| La posición precedió la creación de la CIA en 1947. |                                     |                                                  |                           |
| | RADM Sidney W. Souers, USN          | 23 de enero de 1946 – 10 de junio de 1946        | Harry S. Truman           |
| | LTG Hoyt S. Vandenberg, USAF        | 10 de junio de 1946 – 1 de mayo de 1947          | Harry S. Truman           |
| | RADM Roscoe H. Hillenkoetter, USN   | 1 de mayo de 1947 – 7 de octubre de 1950         | Harry S. Truman           |
| | GEN Walter B. Smith, USA            | 7 de octubre de 1950 – 9 de febrero de 1953      | Harry S. Truman           |
| Dwight D. Eisenhower | GEN Walter B. Smith, USA            | 7 de octubre de 1950 – 9 de febrero de 1953      |                           |
| | Allen W. Dulles                     | 9 de febrero de 1953 – 26 de febrero de 1953     |                           |
| | Allen W. Dulles                     | 26 de febrero de 1953 – 29 de noviembre de 1961  |                           |
| John F. Kennedy | Allen W. Dulles                     | 26 de febrero de 1953 – 29 de noviembre de 1961  |                           |
| | John A. McCone                      | 29 de noviembre de 1961 – 28 de abril de 1965    |                           |
| Lyndon B. Johnson | John A. McCone                      | 29 de noviembre de 1961 – 28 de abril de 1965    |                           |
| | VADM William F. Raborn, USN*        | 28 de abril de 1965 – 30 de junio de 1966        |                           |
| | Richard M. Helms                    | 30 de junio de 1966 – 2 de febrero de 1973       | Richard Nixon             |
| | James R. Schlesinger                | 2 de febrero de 1973 – 2 de julio de 1973        | Richard Nixon             |
| | Lt. Gen. Vernon A. Walters, US Army | 2 de julio de 1973 – 4 de septiembre de 1973     | Richard Nixon             |
| | William E. Colby                    | 4 de septiembre de 1973 – 30 de enero de 1976    | Richard Nixon             |
| Gerald Ford | William E. Colby                    | 4 de septiembre de 1973 – 30 de enero de 1976    |                           |
| | George H. W. Bush                   | 30 de enero de 1976 – 20 de enero de 1977        |                           |
| | E. Henry Knoche                     | 20 de enero de 1977 – 9 de marzo de 1977         |                           |
| Jimmy Carter | E. Henry Knoche                     | 20 de enero de 1977 – 9 de marzo de 1977         |                           |
| | ADM Stansfield Turner, USN          | 9 de marzo de 1977 – 20 de enero de 1981         |                           |
| | William J. Casey                    | 28 de enero de 1981 – 29 de enero de 1987        | Ronald Reagan             |
| | Robert M. Gates                     | 18 de diciembre de 1986 – 26 de mayo de 1987     | Ronald Reagan             |
| | William H. Webster                  | 26 de mayo de 1987 – 31 de agosto de 1991        | Ronald Reagan             |
| George H. W. Bush | William H. Webster                  | 26 de mayo de 1987 – 31 de agosto de 1991        |                           |
| | Richard J. Kerr                     | 1 de septiembre de 1991 – 6 de noviembre de 1991 |                           |
| | Robert M. Gates                     | 6 de noviembre de 1991 – 20 de enero de 1993     |                           |
| | ADM William O. Studeman, USN        | 21 de enero de 1993 – 5 de febrero de 1993       | Bill Clinton              |
| | R. James Woolsey                    | 5 de febrero de 1993 – 10 de enero de 1995       | Bill Clinton              |
| | ADM William O. Studeman, USN        | 11 de enero de 1995 – 9 de mayo de 1995          | Bill Clinton              |
| | John M. Deutch                      | 10 de mayo de 1995 – 15 de diciembre de 1996     | Bill Clinton              |
| | George J. Tenet                     | 16 de diciembre de 1996 – 11 de julio de 1997    | Bill Clinton              |
| | George J. Tenet                     | 11 de julio de 1997 – 11 de julio de 2004        | Bill Clinton              |
| George W. Bush | George J. Tenet                     | 11 de julio de 1997 – 11 de julio de 2004        |                           |
| | John E. McLaughlin                  | 12 de julio de 2004 – 24 de septiembre de 2004   |                           |
| | Porter J. Goss                      | 24 de septiembre de 2004 – 21 de abril de 2005   |                           |
| La posición de "Director de la Inteligencia Central"' sustituida por Director de la Agencia Central de Inteligencia y Director de la Inteligencia Nacional. |                                     |                                                  |                           |

## Ex-Directores de la Inteligencia Central vivos
Hasta junio de 2021, hay seis ex Directores de la Inteligencia Central vivos (y todos los directores que han trabajado desde 1987 aún viven), el mayor siendo William H. Webster (sirvió de 1987 a 1991, nacido en 1924). El director más reciente en morir fue George H. W. Bush (sirvió de 1976 a 1977, nacido en 1924), el 30 de noviembre de 2018. El Director en servicio de fallecimiento más reciente fue William J. Casey (sirvió de 1981 a 1987, nació en 1913), el 6 de mayo de 1987.

Ex Directores de la Inteligencia Central vivos
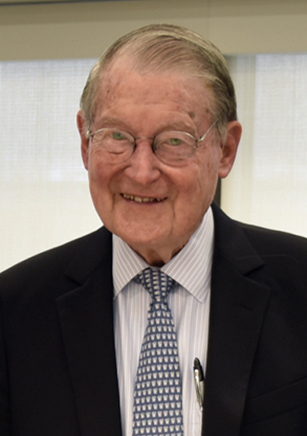
William H. Webster sirvió de 1987 a 1991, nacido el 6 de marzo de 1924 (edad)
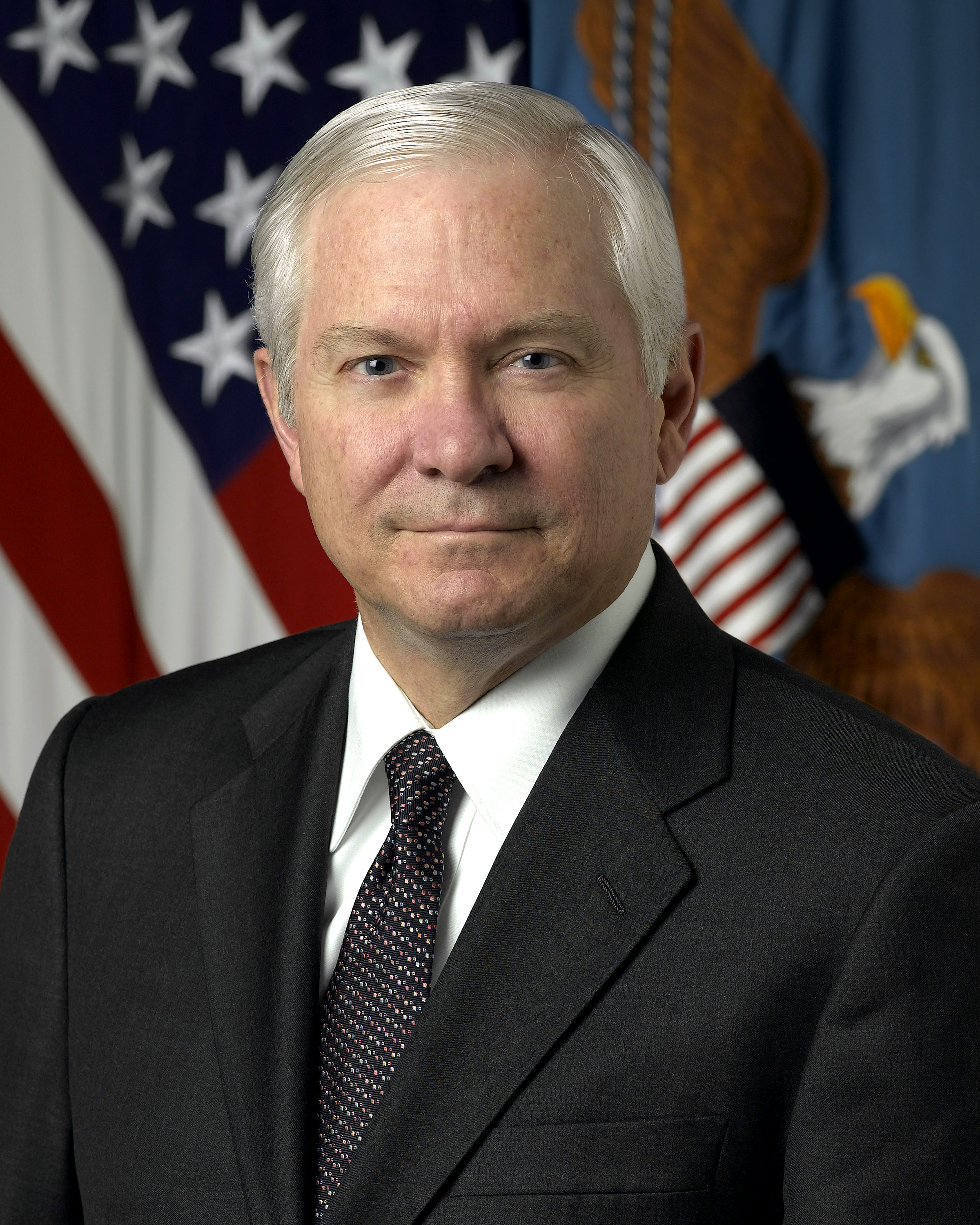
Robert Gates sirvió de 1991 a 1993, nació el 25 de septiembre de 1943 (edad)
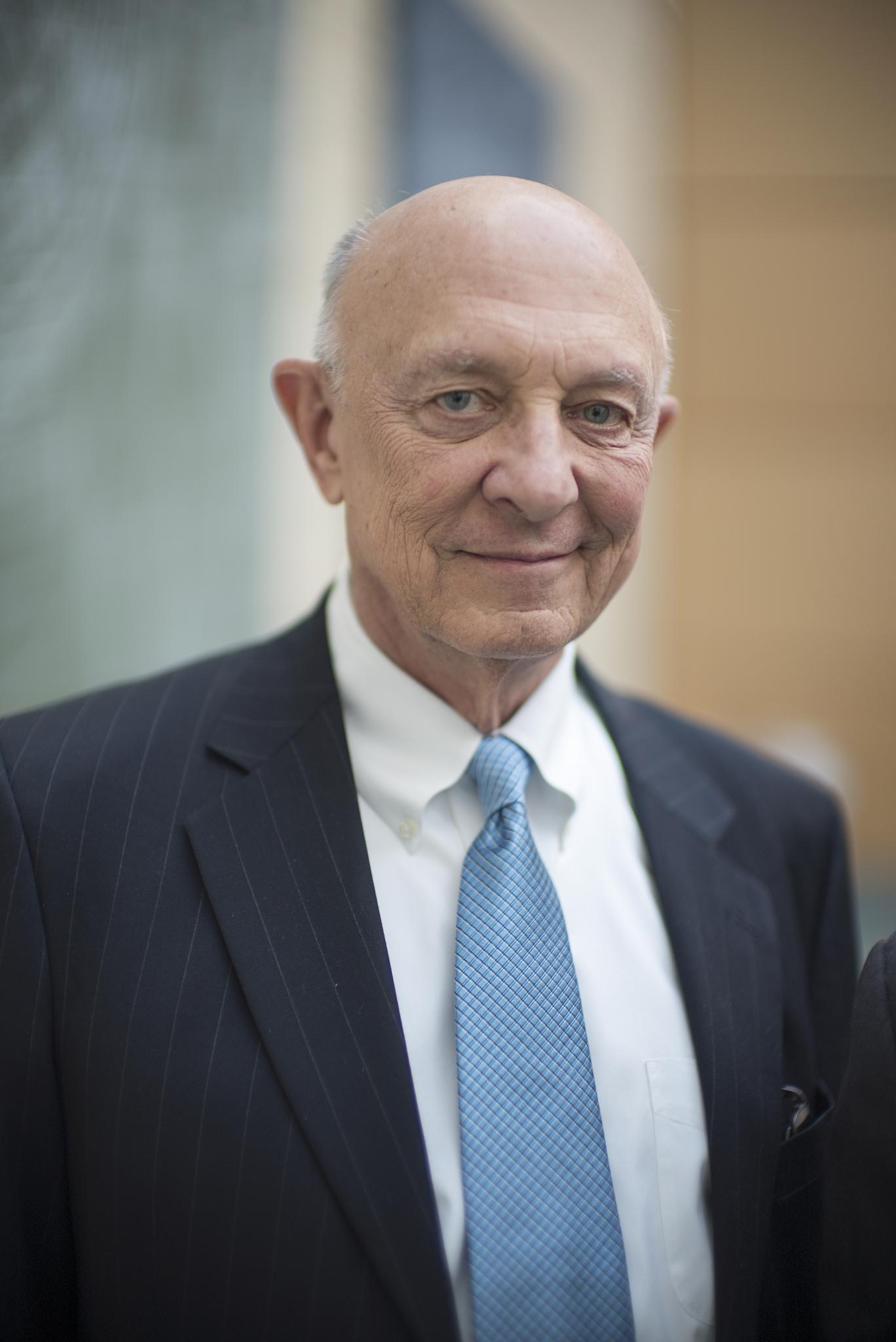
R. James Woolsey Jr. sirvió de 1993 a 1995, nació el 21 de septiembre de 1941 (edad)
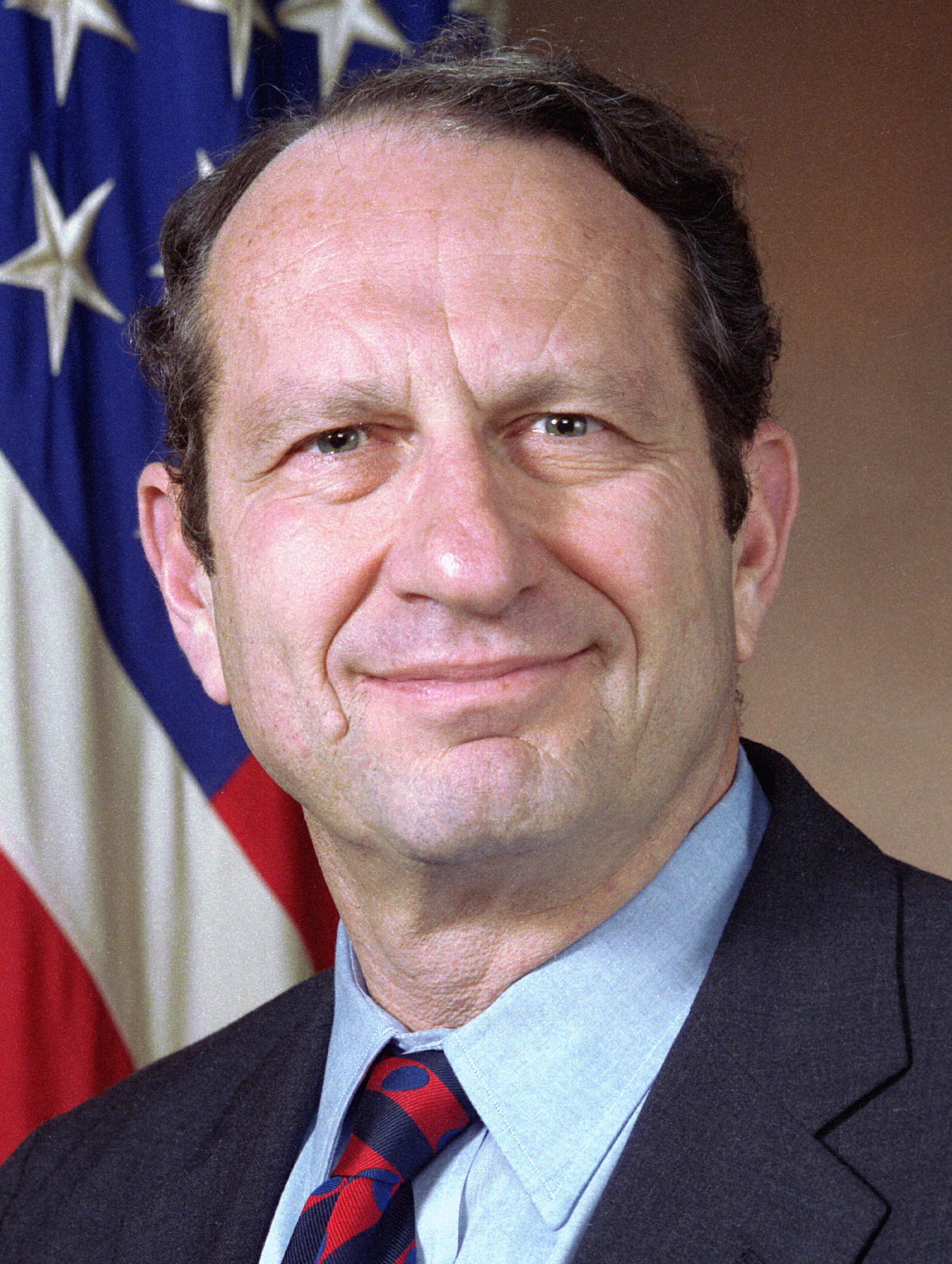
John M. Deutch sirvió de 1995 a 1996, nacido el 27 de julio de 1938 (edad)
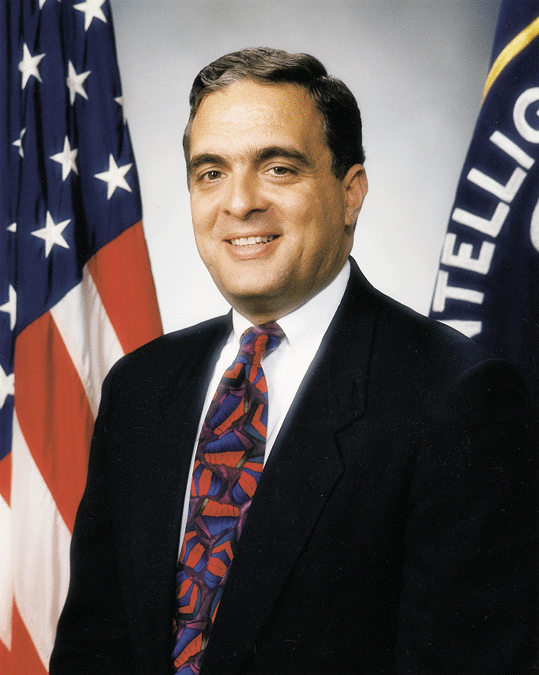
George Tenet sirvió de 1996 a 2004, nació el 5 de enero de 1953 (edad)
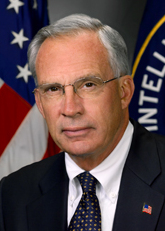
Porter Goss sirvió de 2004 a 2005, nació el 26 de noviembre de 1938 (edad)

- William H. Webster

 sirvió de 1987 a 1991, nacido el 6 de marzo de 1924 (edad 101 años)
- Robert Gates

 sirvió de 1991 a 1993, nació el 25 de septiembre de 1943 (edad 81 años)
- R. James Woolsey Jr.

 sirvió de 1993 a 1995, nació el 21 de septiembre de 1941 (edad 83 años)
- John M. Deutch

 sirvió de 1995 a 1996, nacido el 27 de julio de 1938 (edad 86 años)
- George Tenet

 sirvió de 1996 a 2004, nació el 5 de enero de 1953 (edad 72 años)
- Porter Goss

 sirvió de 2004 a 2005, nació el 26 de noviembre de 1938 (edad 86 años)

## Estilos de gestión de los Directores y efecto en las operaciones

### Roscoe H. Hillenkoetter, 1947-1950
El contralmirante Roscoe H. Hillenkoetter fue el tercer Director de Inteligencia Central, pero el primero que se desempeñó como Director de la Agencia Central de Inteligencia. Durante su mandato, una Directiva del Consejo de Seguridad Nacional sobre la Oficina de Proyectos Especiales, 18 de junio de 1948, (NSC 10/2) otorgó a la CIA la autoridad para llevar a cabo operaciones encubiertas «contra estados o grupos extranjeros hostiles o en apoyo de fuerzas o estados extranjeros amigos o grupos, pero que están planificados y conducidos de manera que cualquier responsabilidad del gobierno de los Estados Unidos por ellos no es evidente para personas no autorizadas». Sin embargo, esas operaciones fueron inicialmente realizadas por otras agencias como la Oficina de Coordinación de Políticas.

### Walter Bedell Smith, 1950-1953
Durante los primeros años de su existencia, otras ramas del gobierno federal de los Estados Unidos no ejercieron mucha supervisión sobre la Agencia Central de Inteligencia. Supuestamente justificado por el deseo de igualar y derrotar las acciones soviéticas en todo el hemisferio oriental, emprendió una tarea que muchos creían que podría lograrse solo a través de un enfoque similar al de las agencias de inteligencia soviéticas, con nombres que incluían NKVD, MVD, NKGB, MGB y KGB. Esas organizaciones soviéticas también tenían responsabilidades internas.

### Allen W. Dulles, 1953–1961
La rápida expansión de la CIA, y un sentido desarrollado de independencia bajo el DCI Allen Dulles exarcebaron el problema de la libertad de la Comunidad de Inteligencia de los Estados Unidos. Tras el aterrizaje armado de los cubanos exiliados en la Invasión de bahía de Cochinos de Cuba en 1961, Kennedy despidió y sustituyó a Dulles. Dulles había sido un veterano OSS. de la Segunda Guerra Mundial. Sus memorias son más destacables para darle percepción a la mentalidad de las personas clave en el campo que lo que son en dar una descripción detallada de la CIA y sus operadores.[cita requerida]

### John McCone, 1961–1965
El presidente John F. Kennedy ejerció una mayor supervisión y nombró a un republicano con experiencia en ingeniería general, John McCone. McCone, a pesar de la falta de experiencia en agencias de inteligencia, a menudo se considera uno de los DCI más competentes y un excelente gerente. La agencia intensificó su actividad en el sudeste asiático bajo la presidencia de Lyndon Johnson. McCone renunció a su cargo de DCI en abril de 1965, creyendo que el presidente Johnson no lo apreciaba. El memorando de política final de McCone a Johnson argumentó que la expansión de la guerra en Vietnam despertaría el descontento nacional y mundial por la guerra, antes de que derrotara al régimen de Vietnam del Norte.

### William Raborn, 1965-1966
Raborn, un distinguido oficial naval que dirigió el diseño y desarrollo de todo el sistema submarino de misiles balísticos Polaris, tuvo un mandato algo breve e infeliz como DCI. Su formación no incluía experiencia enrelaciones exteriores, y experiencia en inteligencia solo en operaciones navales. Los historiadores de la CIA han dicho que «Raborn no 'aceptó' el puesto de DCI», en su opinión. Raborn renunció como DCI el 30 de junio de 1966, después de haber servido solo durante catorce meses.

### Richard M. Helms, 1966–1973
Helms fue un veterano de la OSS y la CIA, y el primer DCI en haber ascendido a través de las filas de la CIA. Helms se convirtió en el director de la Oficina de Operaciones Especiales (OSO) después del desastroso papel de la CIA en el intento de invasión de Bahía de Cochinos a Cuba en 1961. Helms fue nombrado Subdirector de Inteligencia Central bajo el mando del almirante William Raborn. Un año más tarde, en 1966, fue nombrado Director.
A principios de la década de 1970, en parte como resultado de los allanamientos de Watergate Affair bajo el presidente Richard Nixon, el Congreso de los Estados Unidos asumió un papel más activo en las agencias de inteligencia, al igual que las comisiones independientes como la Comisión de la CIA del presidente de los Estados Unidos de 1975. actividades dentro de los Estados Unidos, también llamada Comisión Rockefeller honor a su presidente. Las revelaciones sobre actividades pasadas de la CIA, como asesinatos e intentos de asesinato de líderes extranjeros, espionaje interno ilegal de ciudadanos estadounidenses, atrajeron una supervisión considerable del Congreso que no se había ejercido previamente.
Algunas de las personas involucradas en los allanamientos de Watergate habían trabajado, en el pasado, para la CIA. En una cinta de audio que provocó la renuncia del presidente Nixon, Nixon ordenó a su jefe de gabinete, H.R. Haldeman, que le dijera a la CIA que una mayor investigación del asunto Watergate «abriría toda la lata de gusanos» sobre la invasión de Bahía de Cochinos en Cuba, y, por lo tanto, que la CIA debería decirle al FBI que deje de investigar el robo de Watergate, por razones de «seguridad nacional». Helms se negó.
La facilidad del papel de Helms bajo el presidente Lyndon Johnson cambió con la llegada del presidente Richard Nixon y el asesor de seguridad nacional de Nixon, Henry Kissinger. Después de la debacle de Watergate, de la cual Helms logró distanciar a la CIA en la medida de lo posible, la Agencia quedó bajo un control mucho más estricto del Congreso. Nixon, sin embargo, consideró que Helms era desleal y lo despidió como DCI en 1973. Helms fue el único DCI condenado por irregularidades en el cargo; su autobiografía describe su reacción a los cargos.

### James R. Schlesinger, 1973
El 2 de febrero de 1973 se convirtió en DCI, siguiendo al director anterior Richard Helms, después de haber sido despedido por negarse a bloquear la investigación del asunto Watergate. Aunque su servicio en la CIA fue corto, apenas seis meses, fue tormentoso ya que nuevamente emprendió cambios integrales de organización y personal. Schlesinger se volvió tan impopular en la sede de la CIA en Langley, Virginia, que se instaló una cámara de seguridad frente a su retrato oficial por temor a que fuera objeto de actos de vandalismo. En ese momento tenía reputación de administrador duro, directo y franco.[cita requerida] El nombramiento de Schesinger como Secretario de Defensa interrumpió su servicio como DCI. Encargó informes, conocidos como las «Joyas de la familia», sobre actividades ilegales de la Agencia.

### William Colby, 1973–1976
William Colby fue otro profesional de inteligencia que fue ascendido al puesto más alto. Su autobiografía se titulaba Hombres honorables, y creía que una nación tenía que creer que esas personas formaban parte de su servicio de inteligencia. En diciembre de 1974, el periodista de investigación Seymour Hersh dio la noticia de las "Joyas de la familia" (que Colby le filtró) en un artículo de primera plana en The New York Times, revelando que la CIA había asesinado a líderes extranjeros y había realizado vigilancia sobre unos siete mil ciudadanos estadounidenses involucrados en el movimiento contra la guerra (Operación MHCHAOS).
El Congreso respondió a las Joyas de la Familia en 1975, investigando a la CIA en el Senado a través del Comité Church, presidido por el senador Frank Church (D-Idaho), y en la Cámara de Representantes a través del Comité Pike, presidido por el congresista Otis Pike (D-NY). El presidente Gerald Ford creó la mencionada Comisión Rockefeller, y emitió una Orden Ejecutiva que prohibía el asesinato de líderes extranjeros.
El mandato de Colby como investigaciones del Congreso de DCI sobre presuntas irregularidades de inteligencia de los EE. UU. durante los veinticinco años anteriores. Colby cooperó, no por un deseo de reformas importantes, sino por la creencia de que el alcance real de tales fechorías no era lo suficientemente grande como para causar un daño duradero a la reputación de la CIA. Creía que cooperar con el Congreso era la única forma de salvar a la Agencia de la disolución. Colby también creía que la CIA tenía la obligación moral de cooperar con el Congreso y demostrar que la CIA era responsable ante la Constitución. Esto causó una gran brecha dentro de las filas de la CIA, con muchos oficiales de la vieja línea, como el ex DCI Richard Helms, creyendo que la CIA debería haber resistido la intrusión del Congreso.
El tiempo de Colby como DCI también fue lleno de acontecimientos en el escenario mundial. Poco después de asumir el liderazgo, estalló la guerra de Yom Kipur, un evento que sorprendió no solo a las agencias de inteligencia estadounidenses sino también a los israelíes. Esta sorpresa de inteligencia supuestamente afectó la credibilidad de Colby con la Administración de Nixon. Mientras tanto, después de muchos años de participación, Vietnam del Sur cayó ante las fuerzas comunistas en abril de 1975, un golpe particularmente difícil para Colby, quien había dedicado gran parte de su vida y carrera al esfuerzo estadounidense allí. Los acontecimientos en el campo del control de armas, Angola, el Medio Oriente y otros lugares también demandaron atención.

### George HW Bush, 1976–1977
A la confirmación de George H. W. Bush como DCI se opusieron muchos políticos y ciudadanos que aún se estaban recuperando del escándalo de Watergate (cuando Bush era el jefe del Comité Nacional Republicano y un firme defensor de Nixon)[cita requerida] y las investigaciones del Comité de la Iglesia. Muchos argumentos en contra de la confirmación inicial de Bush fueron que era demasiado partidista para el cargo. The Washington Post, George Will y el senador Frank Church fueron algunas figuras notables que se opusieron a la nominación de Bush. Después de una promesa de Bush de no postularse ni para presidente ni para vicepresidente en 1976, la oposición a su nominación disminuyó.
Bush se desempeñó como DCI durante 355 días, desde el 30 de enero de 1976 hasta el 20 de enero de 1977. La CIA había sido sacudida por una serie de revelaciones, incluidas revelaciones basadas en investigaciones del Comité de la Iglesia del Senado, sobre las actividades ilegales y no autorizadas de la CIA, y se le atribuyó a Bush el haber ayudado a restaurar la moral de la agencia. El 18 de febrero de 1976, el presidente Ford emitió la Orden Ejecutiva 11905, que estableció pautas de política y restricciones para agencias de inteligencia individuales y aclaró las autoridades y responsabilidades de inteligencia. Bush recibió 90 días para implementar la nueva orden, que pedía una reorganización importante de la Comunidad de Inteligencia Estadounidense y afirmó firmemente que las actividades de inteligencia no podían dirigirse contra ciudadanos estadounidenses. En su calidad de DCI, Bush brindó informes de seguridad nacional a Jimmy Carter como candidato presidencial y como presidente electo, y discutió la posibilidad de permanecer en ese puesto en una administración de Carter.
George HW Bush finalmente se volvió en el 41.º presidente de Estados Unidos en 1989, y hasta la fecha es el único presidente de Estados Unidos que ocupó el liderazgo de la CIA.

### Stansfield Turner, 1977–1981
Turner, compañero de clase de Jimmy Carter en la Academia Naval de los EE. UU., disfrutaba de la confianza de la Casa Blanca, pero su énfasis en los métodos técnicos de recopilación de inteligencia, como SIGINT e IMINT, y su aparente aversión y despido de los especialistas de HUMINT lo volvieron bastante infame dentro de la CIA. Turner eliminó más de 800 puestos operativos en lo que se llamó la «masacre de Halloween». Esta dirección organizativa es notable porque se vio que su sucesor  William J. Casey tenía un enfoque completamente opuesto, centrando gran parte de su atención en HUMINT. Turner dio un testimonio notable al Congreso revelando gran parte del alcance del proyecto MKULTRA, que la CIA dirigió desde principios de la década de 1950 hasta finales de la de 1960. La reforma y simplificación del sistema de secreto de múltiples niveles de la comunidad de inteligencia fue una de las iniciativas importantes de Turner, pero no produjo resultados cuando dejó el cargo. También escribió un libro sobre su experiencia en la CIA.
Durante el mandato de Turner como jefe de la CIA, se indignó cuando el exagente Frank Snepp publicó un libro titulado Intervalo decente que expuso la incompetencia entre el personal de alto rango del gobierno estadounidense durante la caída de Saigón. Acusó a Snepp de romper el acuerdo de secreto requerido de todos los agentes de la CIA, y luego se vio obligado a admitir bajo un interrogatorio que nunca había leído el acuerdo firmado por Snepp. Independientemente, la CIA finalmente ganó su caso contra Snepp en la Corte Suprema de Estados Unidos. La Corte obligó a Snepp a entregar todos sus beneficios de Decent Interval y a buscar la autorización previa de cualquier escrito futuro sobre el trabajo de inteligencia por el resto de su vida. La CIA se basaría más tarde en el precedente legal de Snepp al obligar a Turner a buscar la autorización previa de sus propias memorias, que eran muy críticas con las políticas del presidente Ronald Reagan.

### William J. Casey, 1981–1987
Durante su mandato en la CIA, Casey jugó un papel importante en la configuración de la política exterior de Reagan, particularmente su enfoque de la actividad internacional soviética. Basado en un libro, The Terror Network, Casey creía que la Unión Soviética era la fuente de la mayor parte de la actividad terrorista en el mundo, a pesar de que los analistas de la CIA proporcionaron evidencia de que en realidad se trataba de propaganda negra de la propia CIA. Casey obtuvo un informe de un profesor que estaba de acuerdo con su punto de vista, lo que convenció a Ronald Reagan de que había una amenaza.
Casey supervisó la re-expansión de la Comunidad de Inteligencia, en particular la CIA, a niveles de financiamiento y recursos humanos mayores que aquellos antes de los recortes de recursos durante la Administración de Carter. Durante su mandato se levantaron las restricciones sobre el uso de la CIA para influir directa y encubiertamente en los asuntos internos y externos de los países relevantes para la política estadounidense.
Este período de la Guerra Fría vio un aumento de las actividades antisoviéticas de la Agencia en todo el mundo. En particular, supervisó la asistencia encubierta a la resistencia muyahidín en Afganistán, con un presupuesto de más de mil millones de dólares, trabajando en estrecha colaboración con Akhtar Abdur Rahman (el Director General de la Dirección de Inteligencia Interservicios de Pakistán). La agencia ayudó al movimiento de Solidaridad en Polonia y a varios golpes e intentos de golpe en América del Sur y Central.[cita requerida]
Casey también fue el principal arquitecto del acuerdo de armas por rehenes que se conoció como el asunto Irán-Contra.[cita requerida]
Horas antes de que se programara que Casey testificara ante el Congreso sobre su conocimiento de Irán-Contra, se informó que había quedado incapacitado para hablar y luego fue hospitalizado. En su libro de 1987, El reportero del Washington Post Bob Woodward, que había entrevistado a Casey en numerosas ocasiones, dijo que había logrado entrar a la habitación del hospital de Casey para un encuentro final de cuatro minutos, una afirmación que fue recibida con incredulidad. en muchos sectores, y la negativa inflexible de la esposa de Casey, Sofía. Según Woodward, cuando le preguntó a Casey si sabía sobre el desvío de fondos a los contras nicaragüenses, «Levantó la cabeza con fuerza. Él miró y finalmente asintió con la cabeza».

### William H. Webster, 1987–1991
William H. Webster provenía de un entorno legal, que incluía ser juez federal y director del FBI. Se esperó que, con estos antecedentes, aclarara todas las irregularidades legales en la CIA. Las repercusiones del escándalo de contrabando de armas Irán-Contra incluyeron la creación de la Ley de Autorización de Inteligencia en 1991. Definió las operaciones encubiertas como misiones secretas en áreas geopolíticas donde Estados Unidos no participa abierta ni aparentemente. Esto también requirió una cadena de mando autorizadora, que incluyera un informe oficial del hallazgo presidencial, y la información de los Comités de Inteligencia de la Cámara y el Senado, que, en emergencias, solo requiere «notificación oportuna».

### Robert M. Gates, 1991–1993
Robert Gates fue nominado para convertirse en DCI a principios de 1987. Retiró su nombre después de que quedase claro que el Senado rechazaría la nominación debido a la controversia sobre su papel en el asunto Irán-Contra.
Gates fue nominado, por segunda vez, para el puesto de Director de Inteligencia Central por el presidente George H. W. Bush el 14 de mayo de 1991, confirmado por el Senado de los Estados Unidos el 5 de noviembre, y juró el 6 de noviembre, convirtiéndose en el único oficial de carrera. en la historia de la CIA (a partir de 2009) para ascender de un empleado de nivel de entrada de la CIA a Director de la CIA.
El informe final del Asesor Jurídico Independiente para Asuntos Irán-Contra, publicado el 4 de agosto de 1993, dijo que Gates «estaba cerca de muchas figuras que desempeñaron papeles importantes en el asunto Irán-Contra y estaba en condiciones de conocer sus actividades. La evidencia desarrollada por el Abogado Independiente no justificaba una acusación».

### R. James Woolsey, 1993–1995
Como DCI, Woolsey se destaca por tener una relación muy limitada con el presidente Bill Clinton. Según el periodista Richard Miniter:
Ni una sola vez en sus dos años de mandato, el director de la CIA, James Woolsey, tuvo una reunión individual con Clinton. Incluso las reuniones semiprivadas eran raras. Solo sucedieron dos veces. Woolsey me dijo: «No es que tuviera una mala relación con el presidente. Simplemente no existía».
Otra cita sobre su relación con Clinton, según Paula Kaufman de la revista Insight:
¿Recuerdan al tipo que en 1994 estrelló su avión en el césped de la Casa Blanca? Ese era yo tratando de conseguir una cita para ver al presidente Clinton.
David Halberstam señaló en su libro War in a Time of Peace que Clinton eligió a Woolsey como director de la CIA porque la campaña de Clinton había cortejado a los neoconservadores antes de las elecciones de 1992, prometiendo ser más duros con Taiwán, Bosnia y con los derechos humanos en China, y se decidió que deberían darle al menos un trabajo neoconservador en la Administración.

### John M. Deutch, 1995–1996
En 1995, el presidente Bill Clinton nombró a John Deutch DCI (rango del gabinete en la administración de Clinton). Sin embargo, Deutch inicialmente se mostró reacio a aceptar este nombramiento. Como jefe de la CIA, Deutch continuó la política de su predecesor, Woolsey, de desclasificar los registros pertenecientes a las operaciones encubiertas estadounidenses durante la Guerra Fría.
En 1996, el Comité Selecto Permanente de Inteligencia de la Cámara de Representantes de EE. UU. emitió un informe del Congreso en el que se estimaba que: «Diariamente, cientos de empleados reciben instrucciones de violar leyes extremadamente serias en países de todo el mundo frente a los esfuerzos frecuentemente sofisticados de gobiernos extranjeros para atraparles. Una estimación segura es que varios cientos de veces al día (fácilmente 100.000 veces al año) los oficiales de DO se involucran en actividades altamente ilegales (de acuerdo con la ley extranjera) que no solo ponen en riesgo la vergüenza política de los EE. UU. Sino que también ponen en peligro la libertad, si no la vida, de los participantes. extranjeros y, más que ocasionalmente, del propio oficial clandestino».
En este mismo documento, el comité escribió: «Teniendo en cuenta estos hechos y la historia reciente, que ha demostrado que el [Director de la Agencia Central de Inteligencia], lo quiera o no, es responsable de supervisar el [Servicio Clandestino], el DCI debe trabajar en estrecha colaboración con el Director del CS y responsabilizarlo total y directamente ante él».
Poco después de la salida de Deutch de la CIA en 1996, se reveló que se habían guardado materiales clasificados en varias de las computadoras portátiles de Deutch designadas como no clasificadas. En enero de 1997, la CIA inició una investigación formal de seguridad sobre el asunto. Los miembros de la alta dirección de la CIA se negaron a perseguir por completo la violación de seguridad. Más de dos años después de su partida, el asunto fue remitido al Departamento de Justicia, donde la procuradora general Janet Reno se negó a procesar. Sin embargo, sí recomendó una investigación para determinar si Deutch debería conservar su autorización de seguridad. El presidente Clinton emitió un indulto presidencial en su último día en el cargo.

### George J. Tenet, 1996–2004
George Tenet fue nombrado Director Adjunto de Inteligencia Central en julio de 1995. Después de la abrupta renuncia de John Deutch en diciembre de 1996, Tenet se desempeñó como director interino hasta que fue nombrado oficialmente para el cargo el 11 de julio de 1997, luego de una votación de confirmación unánime en el Senado. A esto le siguió la retirada de Anthony Lake, cuya nominación había sido bloqueada por los republicanos en el Senado. Si bien el director de Inteligencia Central ha sido reemplazado por una Administración entrante desde que el presidente Jimmy Carter reemplazó al DCI George H. W. Bush, Tenet sirvió más allá del fin de la presidencia de Clinton y durante el primer mandato de George W. Bush.
Tenet se embarcó en una misión para regenerar a la CIA, que había atravesado tiempos difíciles desde el final de la Guerra Fría. El número de nuevos agentes en formación reclutados cada año había caído a un mínimo histórico, un descenso del 25 por ciento desde el pico de la Guerra Fría. Tenet apeló a la misión original de la agencia, que había sido «prevenir otro Pearl Harbor». El problema era prever de dónde vendría el peligro en el mundo posterior a la Guerra Fría. Tenet se centró en problemas potenciales como «la transformación de Rusia y China», «estados rebeldes» como Corea del Norte, Irán e Irak y el terrorismo.

En 1999, Tenet presentó un gran "Plan" para lidiar con la organización al-Qaeda. Este esfuerzo supuestamente puso a la CIA en una mejor posición para responder después de los atentados del 11 de septiembre de 2001. Como Tenet lo expresó en su libro,
¿Cómo podría una comunidad [de inteligencia] sin un plan estratégico decirle al presidente de los Estados Unidos sólo cuatro días después del 11 de septiembre cómo atacar el santuario afgano y operar contra al-Qaeda en noventa y dos países alrededor del mundo?
El 15 de septiembre de 2001, Tenet presentó la Matriz de ataque mundial, un plan para lo que se conoció como la Guerra contra el terrorismo. En primer lugar, propuso enviar equipos de la CIA a Afganistán para recopilar información de inteligencia y realizar operaciones encubiertas contra al-Qaeda y los talibanes. Los equipos actuarían conjuntamente con las unidades militares de Operaciones Especiales. «El presidente Bush luego elogió esta propuesta, diciendo que había sido un punto de inflexión en su pensamiento».
Después de los atentados, muchos observadores criticaron a la Comunidad de Inteligencia Estadounidense por numerosas «fallas de inteligencia» como una de las principales razones por las que no se evitaron los ataques. En agosto de 2007, se hizo público parte de un informe secreto escrito por el inspector general de la CIA (originalmente escrito en 2005 pero mantenido en secreto). Su resumen de 19 páginas afirma que Tenet conocía los peligros de Al Qaeda mucho antes de septiembre de 2001, pero que el liderazgo de la CIA no hizo lo suficiente para prevenir ningún ataque. Tenet reaccionó a la publicación de este informe llamándolo «completamente equivocado».
Bob Woodward, en su libro Plan of Attack, escribió que Tenet prestó en privado su autoridad personal a los informes de inteligencia sobre armas de destrucción masiva (ADM) en Irak. En una reunión el 12 de diciembre de 2002, le aseguró a Bush que las pruebas contra Saddam Hussein equivalían a un «caso de slam dunk». Después de varios meses de negarse a confirmar esta declaración, Tenet declaró más tarde que esta observación fue sacada de contexto (Tenet indicó que el comentario se hizo a raíz de una discusión sobre cómo convencer al pueblo estadounidense de que apoye la invasión de Irak y que, en su opinión, la mejor manera de convencer al pueblo sería explicando los peligros que representan las armas de destrucción masiva de Irak, es decir, la venta de relaciones públicas de la guerra a través de las armas de destrucción masiva, según Tenet, sería un slam dunk). La búsqueda que siguió a la invasión de Irak de 2003 por parte de fuerzas estadounidenses, británicas y otras fuerzas internacionales no arrojó reservas de armas de destrucción masiva nucleares en Irak, excepto por decenas de miles de proyectiles químicos que se encontraron apilados desde el piso hasta el techo en cada habitación supuestamente un edificio escolar en la provincia de Anbar.[cita requerida] Tenet y su Director de Operaciones dimitieron aproximadamente al mismo tiempo, y se ha sugerido que estas renuncias fueron en penitencia por el problema de las armas de destrucción masiva en Irak.[cita requerida]

### Porter J. Goss, 2004-2005
Durante su tercer año en Yale, Porter Goss fue reclutado por la CIA. Pasó gran parte de la década de 1960, aproximadamente desde 1960 hasta 1971, trabajando para la Dirección de Operaciones, los servicios clandestinos de la CIA. Allí trabajó primero en América Latina y el Caribe y luego en Europa. No se conocen todos los detalles debido a la naturaleza clasificada de la CIA, pero Goss ha dicho que había trabajado en Haití, Santo Domingo y México. Goss, quien ha dicho que ha reclutado y capacitado a agentes extranjeros, trabajó en Miami la mayor parte del tiempo. Goss estuvo involucrado en la crisis de los misiles cubanos en 1962, y le dijo a The Washington Post en 2002 que había hecho un «manejo de botes pequeños» y que había tenido «algunos momentos muy interesantes en el Estrecho de Florida».
Se desempeñó en el Congreso durante 16 años, como miembro republicano de la Cámara de Representantes de Florida, hasta su nombramiento como Director de la CIA. Mientras estuvo en la Cámara, Goss defendió consistente y enfáticamente a la CIA y apoyó fuertes aumentos presupuestarios para la Agencia, incluso durante una época de presupuestos ajustados y los recortes de Clinton a otras partes de los presupuestos de inteligencia. A mediados de 2004, Goss tomó una posición muy fuerte, durante lo que ya había sido anunciado como su último período en el Congreso, instando reformas y correcciones específicas en la forma en que la CIA realizaba sus actividades, para que no se convirtiera en «una burocracia gubernamental más».
Después de una presión creciente, el Congreso estableció la Investigación conjunta sobre las actividades de la comunidad de inteligencia antes y después de los ataques terroristas del 11 de septiembre de 2001, una investigación conjunta de los dos comités de inteligencia, dirigida por Goss y el senador Bob Graham. Goss y Graham dejaron en claro que su objetivo no era identificar irregularidades específicas: Graham dijo que la investigación no jugaría «el juego de la culpa sobre lo que salió mal desde una perspectiva de inteligencia», y Goss dijo: «Esta no es una investigación de tipo 'a quién debemos de colgar'. Se trata de dónde están las lagunas en la defensa de Estados Unidos y qué hacemos con ese tipo de investigación». El informe final de la investigación se publicó en diciembre de 2002 y se centró por completo en las actividades de la CIA y el FBI, sin incluir información sobre las actividades de la Casa Blanca. Ray McGovern, un veterano de 27 años en la CIA y comentarista frecuente sobre asuntos de inteligencia, creía que el informe mostraba que Goss dio «una clara prioridad a brindar protección política al presidente» al realizar la investigación. Goss culpó principalmente a Bill Clinton por los recientes fracasos de la CIA. Le confió a un periodista: «Lo único que me hace perder el sueño es pensar en qué podría haber hecho mejor, cómo podría haber llamado más atención a este problema antes». Cuando se le preguntó si alguna vez planteó sus preocupaciones a la administración, Goss afirmó que se había reunido tres veces con Clinton para discutir «ciertos problemas». El resultado fue que «Fue paciente y tuvimos una conversación interesante, pero estaba bastante claro que no valoraba a la comunidad de inteligencia en la medida en que lo hace el presidente Bush».
Goss fue nominado para convertirse en el nuevo director el 10 de agosto de 2004. El nombramiento fue cuestionado por algunos demócratas prominentes. El senador John D. Rockefeller IV (D-WV), vicepresidente del Comité de Inteligencia del Senado, expresó su preocupación de que Goss fuera demasiado partidista políticamente, dados sus comentarios públicos contra los demócratas mientras se desempeñaba como presidente del Comité de Inteligencia de la Cámara. Otro miembro demócrata del comité, Ron Wyden (D-OR), expresó su preocupación de que, dada la historia de Goss dentro de la CIA y sus vínculos con la CIA, no estaría demasiado inclinado a impulsar un cambio institucional. En una entrevista realizada por la productora de Michael Moore el 3 de marzo de 2004, Goss se describió a sí mismo como «probablemente no calificado» para un trabajo dentro de la CIA, porque las habilidades lingüísticas que ahora busca la Agencia no son los idiomas que habla y porque las personas que hoy solicitan puestos dentro de las cuatro direcciones de la CIA tienen habilidades técnicas y analíticas tan agudas, que él no tenía cuando se postuló para la Agencia a principios de los años sesenta.
Trajo consigo a cinco empleados personales que iban a implementar cambios que se volvieron infames entre los profesionales de la CIA. Steve Kappes, el director de operaciones, y sus subordinados, incluido Michael Sulick, el entonces adjunto de Kappes, dimitieron al principio del mandato de Goss. Aunque Kappes volvió a ocupar un puesto de responsabilidad, se ha informado de que renunció a la Agencia en lugar de llevar a cabo una solicitud de Goss de reasignar a Michael Sulick. Tras la salida de Goss, tanto Kappes como Sulick han regresado a puestos de mayor autoridad en la Comunidad de Inteligencia de Estados Unidos. Kappes es el subdirector de la CIA y Sulick fue nombrado director del Servicio Nacional Clandestino el 14 de septiembre de 2007.

Las especulaciones sobre el motivo de su partida incluyen el deseo de tener jefes de agencias militares o, quizás más probablemente,
Para muchos analistas, la salida de Goss fue inevitable, dada la percepción generalizada de que la Casa Blanca había perdido la confianza en su capacidad para reorganizar la CIA. La partida de Goss parece haberse debido, al menos en parte, a sus repetidos enfrentamientos con John Negroponte, quien fue designado en 2005 como Director de Inteligencia Nacional de EE. UU., un nuevo puesto creado para coordinar las 16 agencias de inteligencia de EE. UU. en las secuelas de los ataques de Al-Qaeda.